# Antipater fra Sidon
Latin: Antipater (græsk Antipatros) fra Sidon, der var græker, er kendt for at have nedskrevet en liste over Verdens syv underværker engang i perioden 152 f.Kr.-120 f.Kr.
Antipatros har grundet de primitive transportmidler i oldtiden højst sandsynligt ikke personligt set alle underværkerne.